# Johann Jacob Merklein
Johann Jakob Merklein, auch Mercklein (* 6. Juli 1620 im fränkischen Windsheim; † 3. September 1700, ebenda) war ein Barbierchirurg, Ostindien-Reisender und Verfasser eines Reisewerks.

## Leben
Johann Jakob Merklein wurde in der Anfangsphase des Dreißigjährigen Krieges als Sohn des Barbiers Hans Merklein (1586–1635) und dessen Ehefrau Ursula (1594–1630) in der fränkischen Reichsstadt Windsheim geboren. Einzelheiten seiner Ausbildung zum Barbierchirurg sind nicht bekannt.
Auf der anschließenden Wanderschaft gelangte er in die Niederlande, wo er 1644 in den Dienst der Niederländischen Ostindien-Kompanie (VOC) trat. Ende Dezember 1644 stach er als Unterchirurg (onderchirurgijn) auf der Zalm („Salm“) in See und erreichte am 31. Mai des folgenden Jahres Batavia (heute Jakarta). Sein Schiff hatte, was außergewöhnlich war, keinerlei Tote zu beklagen.
Zunächst war er vorwiegend in der Inselwelt um Batavia als Schiffschirurg eingesetzt. Wie Merkleins Reisejournal zeigt, setzte die Kompanie auf diesen kurzen Strecken alte Schiffe ein, die entsprechend häufig repariert werden mussten. Mitte Januar 1646 holte ihn der Oberchirurg Andreas Duraeus auf die Festung (Casteel Batavia)

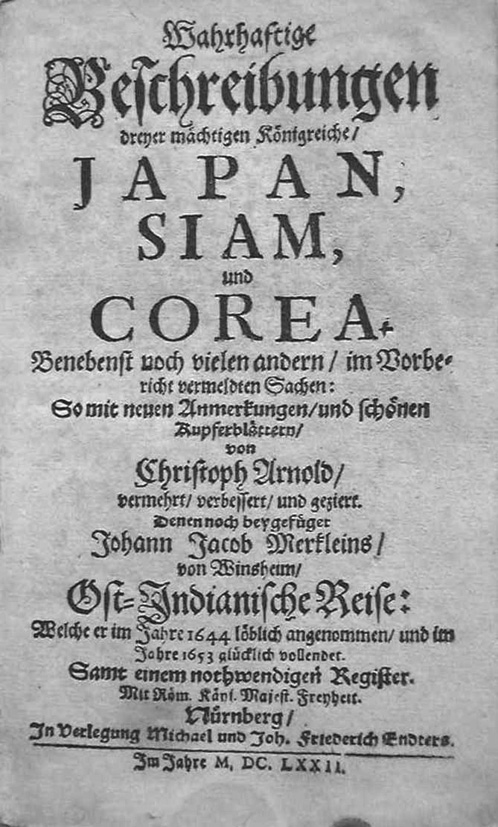
Die von Christoph Arnold kompilierten Wahrhaftige Beschreibungen, 1672 (Titelblatt)

Nach Ablauf seines dreijährigen Vertrags, verdingte sich Merklein im Juni 1648 erneut im Rang eines Oberchirurgen (opperchirurgijn). Da er „auch andere Länder in Indien“ sehen wollte, wurde er auf seine Bitte hin wieder auf einem Schiff eingesetzt. Mit der „Post“ segelte er nach Malakka und weiter nach Bengalen und zur Gangesmündung und schließlich zur niederländischen Faktorei in Gamron (Bandar Abbas) am Persischen Golf.
In Indien hatte er sich die „rothe Ruhr“ geholt, die er nach der Rückkehr zunächst im Krankenhaus zu Batavia auskurieren musste. Im August 1649 stach er dann auf der „Wesel“ in See und segelte über Ceylon nach Gamron, von dort zurück nach Ceylon und Bengalen.
1650 ging es erneut zum Persischen Golf, zur Malabarküste, nach Goa, zu den Nikobaren. Mitte August wurde er auf die „Princess Royal“ versetzt, doch im folgenden Monat zog er mit dem „Ambassadeur“ Rockloff van Goens auf der Jacht „Gapinge“ nach Siam. Der Franke Merklein war nach dem Österreicher Christoph Carl Fernberger erst der zweite Deutsche, der nachweislich die siamesische Hauptstadt Ayutthaya besuchte.
Im Mai 1651 segelte er auf dem Schiff „Koning van Polen“ über Siam und Formosa (Taiwan) nach Nagasaki. Hier lernte er den Leipziger Chirurgen Caspar Schamberger kennen, der fast ein ganzes Jahr in der Hofstadt Edo verbracht und mit seiner ärztlichen Fertigkeiten einen großen Eindruck auf japanische Würdenträger gemacht hatte. Schamberger kehrte, da seine Dienstzeit in Japan abgelaufen war, auf Merkleins Schiff nach Batavia zurück. Im Februar 1652 machte Merklein eine letzte Fahrt zur Koromandelküste und nach Bengalen.
Da der Krieg in der Heimat inzwischen beendet war, spürte Merklein „ein sonderlich Verlangen“ zurückzukehren, um „ein ruhig Leben zu führen, des lieben Friedens, und Exercitii der wahren, Evangelischen Religion zu geniessen, und beyzuwohnen“. Doch ganz so beruhigt war Lage noch immer nicht. Der Krieg zwischen England und Holland machte einen längeren Aufenthalt am Kap der guten Hoffnung und einen Umweg über Kopenhagen erforderlich, bis er auf dem „Elephant“ im November 1653 Amsterdam erreichte. Seinem Reisejournal zufolge hatte er in den verstrichenen neun Jahren 17 887 holländische Seemeilen zurückgelegt und dabei vierzehn Mal den Äquator überquert.
Nach der Heimkehr in seiner Heimatstadt erwarb Merklein 1654 das Bürgerrecht. Er wurde Stadtfähnrich, in den äußeren Rat gewählt, und im Jahr 1698 „Umgelder“, d. h. ein für die Erhebung bestimmter Abgaben zuständiger Ambtmann.
Wann genau er die Bekanntschaft des Nürnberger Gymnasialprofessors und Dichters Christoph Arnold machte, ist nicht bekannt. Arnold sammelte Materialien für ein Konvolut zu Siam und Japan und nahm Merkleins Reisebeschreibung in das 1663 gedruckte Werk auf. In einem Lobgedicht auf seinen „Freund“ Merklein rühmt Arnold dessen Bescheidenheit und „Behutsamkeit“. Hier und im Inhaltsverzeichnis macht er deutlich, dass es Merklein war, der François Carons berühmte Beschreibung Japans aus dem Niederländischen übersetzt hatte. Doch dies blieb nicht der einzige Beitrag, den Merklein zur besseren Kenntnis Ostindiens leistete.
Im Laufe der sechziger Jahre trug Arnold auch Materialien zu Korea zusammen und publizierte 1672 ein erheblich erweitertes und mit zahlreichen Kommentaren versehenes Werk: Wahrhaftige Beschreibungen dreyer maechtigen Koenigreiche Japan, Siam und Corea. Merkleins mündliche Erklärungen sind in viele der Arnoldschen Anmerkungen eingeflossen. Überdies folgt auf die „Warhaftige Beschreibung des Königreichs Japan“ eine lange „Zugabe Joh. Jac. Merkleins Zugabe zu Hr. Carons Japan“, in der er sich mit einer Reihe von Aussagen Carons auseinandersetzt.

## Werke
- Journal, oder Beschreibung alles desjenigen/ was sich auf währender/ unserer neunjährigen Reise/ im Dienst der Vereinigten/ geoctroyrten/ Niederländischen/ Ost-Indianischen Compagnie/ besonders in denselbigen Ländern täglich begeben/ und zugetragen ... Durch Johann Jacob Merklein / von Winsheim / vorbemeldter Compangie dazumal Chirurgum, und Barbirern.

In: Fr. Carons, und Iod. Schouten Wahrhaftige Beschreibungen zweyer mächtigen Königreiche/ Jappan und Siam : Benebenst noch vielen andern/ zu beeden Königreichen gehörigen/ Sachen; welche im Vorbericht zu finden ; Alles aus dem Niederländischen übersetzt/ und mit Kupferblätern geziert. Denen noch beygefüget Johann Jacob Merckleins Ost-Indianische Reise/ welche er im Jahr 1644. löblich angenommen/ und im Jahr 1653. glücklich vollendet. Samt einem völligen Register. Mit Röm. Kais. Majest. Freyheit. Nürnberg In Verlegung Michael und Joh. Friederich Endters. Im Jahr 1663.
- Journal, oder Beschreibung alles desjenigen/ was sich auf währender/ unserer neunjährigen Reise/ im Dienst der Vereinigten/ geoctroyrten/ Niederländischen/ Ost-Indianischen Compagnie/ besonders in denselbigen Ländern täglich begeben/ und zugetragen ... Durch Johann Jacob Merklein / von Winsheim / vorbemeldter Compangie dazumal Chirurgum, und Barbirern.

In: Wahrhaftige Beschreibungen dreyer maechtigen Koenigreiche Japan, Siam und Corea. Benebenst noch vielen andern / im Vorbericht vermeldten Sachen: So mit neuen Anmerkungen / und schoenen Kupferblaettern / von Christoph Arnold / vermehrt, verbessert und geziert. Denen noch beygefueget Johann Jacob Merkleins / von Winsheim Ost-Indische Reise: Welche er im Jahre 1644 loeblich angenommen / und im Jahre 1653 gluecklich vollendet. Samt einem nothwendigen Register. Mit Roem. Kays. Majest Freyheit. / Nuernberg / In Verlegung Michael und Joh. Friedrich Endters. Im Jahre M. DC. LXXII., S. 901–1131 (Digitalisat).
- Zugabe Joh. Jac. Merkleins Zugabe zu Hr. Carons Japan. In: Wahrhaftige Beschreibungen dreyer maechtigen Koenigreiche Japan, Siam und Corea (1672), S. 281–310.